# Zwei an einem Tag (Roman)
Zwei an einem Tag ist das dritte Buch des englischen Schriftstellers David Nicholls. Die Originalausgabe erschien 2009 unter dem Titel One Day. Die deutsche Übersetzung wurde 2010 beim Verlag Kein & Aber veröffentlicht (ISBN 3-0369-5542-9). Im November 2011 erschien die Verfilmung, deren Drehbuch ebenfalls Nicholls schrieb.

## Handlung
Das Buch beginnt damit, dass Emma Morley und Dexter Mayhew nach ihrem College-Abschluss in Edinburgh die Nacht des 15. Juli 1988 verbringen (ohne miteinander zu schlafen), bevor sich ihre Wege wieder trennen. Die beiden sind Anfang zwanzig und sehr verschieden. Trotzdem können sie sich nicht vergessen und obwohl sie sich während der nächsten 16 Jahre immer wieder aus den Augen verlieren, denken sie stets an den anderen. Dexter stolpert in eine Karriere als Moderator in vollen Zügen, geht auf Partys, betrinkt sich und hat einfach Spaß. Emma dagegen weiß nicht recht, was sie mit ihrem Leben anfangen soll, probiert verschiedene Jobs aus, schreibt Bücher und denkt immer wieder an Dexter.
Sie fahren gemeinsam in den Urlaub und denken an eine gemeinsame Zukunft. Doch als Dexter seine Karriere zu Kopf steigt, entsteht eine dreijährige Pause, in der sie sich weder sehen noch voneinander hören. Irgendwann treffen sie auf einer Hochzeit wieder aufeinander und ihnen wird klar, dass sie einander vermisst haben. Nachdem sie schließlich zusammenkommen und geheiratet haben, stirbt Emma am 15. Juli 2004 bei einem Verkehrsunfall. Der Roman endet am 15. Juli 2007, als Dexter mit seiner Tochter Jasmine und seiner neuen Freundin Maddy Edinburgh besucht und mit einer Rückblende auf den ersten Tag von Emma und Dexter, der mit einem innigen Kuss endet und den eigentlichen Startpunkt der Geschichte bildet.

## Stil
Während der zwanzig Jahre, in denen dieses Buch spielt, wird immer nur der 15. Juli beschrieben, nicht jedoch die Zeit dazwischen. Was in den Zeitspannen zwischen diesen Tagen passiert, wird nur durch die Gedanken und Unterhaltungen der Personen vermittelt. An den Tagen des jeweiligen 15. Juli wechselt der Autor die Perspektive zwischen den Hauptcharakteren Emma und Dexter.

## Rezensionen
- Britta Jansen von der Berliner Literaturkritik schreibt unter anderem, der Autor habe einen „witzig-unterhaltsamen sowie melancholischen Roman gemacht.“ Zwei an einem Tag ist weitaus mehr als eine amüsante Liebeskomödie über ein ungleiches Paar. Es ist ein bitter-süßes Buch über das Leben als Reihe verpasster Chancen....[1]
- Marianne Wellershoff schreibt bei Spiegel Online: „Zwei an einem Tag verbindet nachdenklich das Politische mit dem Privaten: wie zum Beispiel die Bedeutung der Klassenzugehörigkeit über die Jahre schwindet, wie Medienprominenz eine neue Upperclass definiert und dass Erwachsenwerden auch bedeutet, sich von klischeehaften Vorstellungen zu lösen, die man selbst von sich hat.“[2]
- Tony Parsons: „Eine der besten Liebesgeschichten, in die sich jeder Leser sofort verlieben wird - und jeder Autor wird sich wünschen, sie selbst geschrieben zu haben.“